# Matfield Green
Matfield Green est une municipalité américaine située dans le comté de Chase au Kansas. Lors du recensement de 2010, sa population est de 47 habitants.

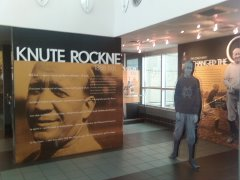
Mémorial de Knute Rockne à l'aire de repos de la Kansas Turnpike Authority (2009)

## Géographie
Située dans la région des Flint Hills,, la municipalité s'étend sur 0,14 mille carré (0,36 km2).

## Histoire
La localité est fondée à la fin des années 1850 par David Washington Mercer, qui la nomme en référence au village anglais de Matfield on the Green. Mercer ouvre le bureau de poste de Matfield Green en 1867 ; celui-ci restera en activité jusqu'en 1995.
Matfield Green se développe grâce à sa situation sur l'Atchison, Topeka and Santa Fe Railway,.

## Démographie
Selon l'American Community Survey de 2018, la population de Matfield Green est exclusivement blanche et plutôt âgée. L'âge médian de ses habitants est en effet de 57 ans, vingt ans de plus que la moyenne nationale. Par ailleurs, 77 % des habitants parlent l'anglais à la maison, 23 % parlant une autre langue indo-européenne (hors espagnol).